# Stenomera blanchardi
Stenomera blanchardi là một loài bọ cánh cứng trong họ Bostrichidae. Loài này được Lucas miêu tả khoa học năm 1850.